# ميهاي بوبا
ميهاي بوبا (بالرومانية: Mihai Popa)‏ هو لاعب كرة قدم روماني في مركز حراسة المرمى، ولد في 12 أكتوبر 2000. لعب مع نادي أسترا جورجو.

## وصلات خارجية
- ميهاي بوبا على موقع إي إس بي إن إف سي (الإنجليزية)
- ميهاي بوبا على موقع قاعدة بيانات كرة القدم.إي يو (الإنجليزية)
- ميهاي بوبا على موقع Soccerbase.com (لاعب) (الإنجليزية)
- ميهاي بوبا على موقع Soccerway.com (الإنجليزية)
- ميهاي بوبا على موقع عالم كرة القدم.نت (الإنجليزية)
- ميهاي بوبا على موقع أوليمبيديا (الإنجليزية)